# محمد خان (مقاطعة دهلران)
محمد خان (بالإنجليزية: Mohammad Khan Heydari-ye Yek)‏ هي مستوطنة تقع في قسم دشت عباس الريفي (مقاطعة دهلران) في إيران.